# Ho Hey
Ho Hey è un singolo del gruppo musicale statunitense The Lumineers, pubblicato il 4 giugno 2012 come primo estratto dal primo album in studio The Lumineers.
La canzone è stata scritta dai due componenti maschili del gruppo, Wesley Schultz e Jeremiah Fraites, ed è riuscita a collocarsi al terzo posto della Billboard Hot 100 così da diventare la prima del gruppo ad entrare in tale graduatoria.
Ancor prima della sua pubblicazione, il brano è stato usato nella pubblicità Bing il 1º giugno 2012 e nelle note serie televisive The Vampire Diaries, Hart of Dixie, Bones e X-Files.
Il Rolling Stone ha posizionato la canzone al 27º posto nelle 50 migliori canzoni del 2012.

## Composizione
Ho Hey è un singolo indie folk scritto in Do maggiore.

## Video musicale
Il video musicale, diretto da Ben Fee, è stato pubblicato l'11 marzo 2012 e mostra il gruppo che canta la canzone insieme ad altre persone.

## Classifiche

### Classifiche settimanali
| Classifiche (2012)             | Posizione massima |
| ------------------------------ | ----------------- |
| Australia                      | 3                 |
| Austria                        | 32                |
| Belgio (Fiandre)               | 24                |
| Belgio (Vallonia)              | 11                |
| Canada                         | 2                 |
| Danimarca                      | 31                |
| Francia                        | 6                 |
| Irlanda                        | 2                 |
| Israele                        | 6                 |
| Italia                         | 5                 |
| Nuova Zelanda                  | 2                 |
| Paesi Bassi                    | 77                |
| Regno Unito                    | 8                 |
| Repubblica Ceca                | 11                |
| Romania                        | 54                |
| Scozia                         | 21                |
| Slovacchia                     | 9                 |
| Stati Uniti                    | 3                 |
| Stati Uniti Pop Songs          | 2                 |
| Stati Uniti Rock Songs         | 1                 |
| Stati Uniti Alternative Songs  | 1                 |
| Stati Uniti Adult Pop Songs    | 1                 |
| Stati Uniti Adult Contemporary | 24                |
| Stati Uniti Triple A           | 1                 |
| Svezia                         | 27                |
| Svizzera                       | 7                 |

### Classifiche di fine anno
| Classifica (2012) | Posizione |
| ----------------- | --------- |
| Regno Unito       | 76        |
| Stati Uniti       | 68        |
| Classifica (2013) | Posizione |
| Italia            | 21        |

### Classifiche di fine decennio
| Classifica (2010-19) | Posizione |
| -------------------- | --------- |
| Stati Uniti          | 100       |